# Антарктична екозона
Антаркти́чна екозона — екозона або біогеографічна область, що охоплює Антарктиду і навколишні острови.
Крім Антарктиди включає: Південні Шетландські, Південні Оркнейські, Південна Джорджія та Південні Сандвічеві, Кергелен, Крозе, Принц Едвард та деякі інші. Інколи до Антарктичної екозони відносять й Вогняну Землю, острови Фолклендські, Тристан-да-Кунья та ін., а також пд.-зх. частину Південної Америки.
Геологічна історія суші Антарктичної біогеографічної області ще мало з'ясована; в палеозої і мезозої вона мала зв'язок з Гондваною. Льодовий покрив — основна особливість суші і води Антарктичної біогеографічної області, — судячи з морфології і екології тварин, що до нього пристосувались, почав розвиватися не пізніше палеогену. В неогені на пн.-зх. узбережжі Антарктиди росли південні буки (Nothofagus) та ін. дерева.
Тепер у межах Антарктичної біогеографічної області найпоширеніші мохи, лишайники, осоки, деякі злаки, зонтичні та інші; деревна рослинність є лише в пн.-зх. частині області (пд.-зх. частина Пд. Америки, Вогняна Земля). На о. Кергелен росте так звана кергеленська капуста (Pringlea) — єдина їстівна рослина. На ряді островів тонконіг (Poa), азорела (Azorella), ацена (Acaena) утворюють подушковидні дерновини.
Своєрідною візитною карткою Антарктичної області є усі види пінгвінів, у тому числі два найбільші — королівський та імператорський, а також сніжниця жовтодзьоба (Chionis alba, Chionidae), щеврик антарктичний (Anthus antarcticus, Motacillidae) і шилохвіст жовтодзьобий (Anas georgica, Anatidae), останній із яких поширений на острові Південна Джоржія.
Умови існування сприятливіші у Південному морі, де орнітофауна значно багатша за наземну; тут тримаються буревісники: антарктичний (Puffinus antarcticus), білий (Pagodroma nivea), пінтадо (Daption capense). Показовими для цієї області є також: із родини Пінгвінових — пінгвін шкіпер (Pygoscelis papua), пінгвін антарктичний, пінгвін Аделі, пінгвін чубатий (Eudyptes chrysocome), пінгвін золотоволосий; родини Альбатросових — альбатрос мандрівний, альбатрос чорнобровий (Diomedea melanophris), альбатрос сіроголовий (Diomedea chrysostoma), альбатрос довгохвостий (Phoebertia palpebrata); родини Буревісникових — буревісник гігантський, буревісник велетенський, буревісник південний (Fulmarus glacialoides), буревісник антарктичний (Thalassoica antarctica), тайфунник кергеленський (Pterodroma brevirostris), тайфунник білоголовий (Pterodroma lessoni), буревник блакитний (Halobaena caerulea), пріон антарктичний, пріон сніжний (Pachyptila turtur), буревісник-крихітка (Puffinus assimilis); родини Качуркових — океанник сіроспинний (Garrodia nereis), фрегета чорночерева (Fregeta tropica); родини Пуфінурових (Pelecanoididae) — пуфінур георгійський (Pelecanoides georgicus); родини Качкових — качка-пароплав фолклендська (Thachyeres brachypterus); родини Поморникових — поморник антарктичний (Catharacta maccormickii); родини Мартинових — мартин магелланський (Leucophaeus scoresbii); родини Крячкових — крячок антарктичний (Sterna vittata); родини Горнерових (Furnariidae) — трясохвіст острівний (Cinclodes antarcticus).
На острові Кергелен є молюск патуля (Patula), в прісних водах — ракоподібні.
В Антарктичній біогеографічній області є близько 10 видів ластоногих, серед них тюлені: крабоїд, Уедделла, Росса, морський леопард — ендемічні; у водах Антарктичноїбіогеографічної області трапляється близько 13 видів китів, в тому числі З види дельфінів; південний кит — ендемічний.
В озерах Антарктиди знайдено ракоподібних (Cyclops) і водорості, а на вільних від льоду ділянках—лишайники і мохи.
На острові Пд. Джорджія завезені північні олені, на острови Кергелен і Макуорі — кролі.